# Sebastián Abreu
Washington Sebastián Abreu Gallo, ismertebb nevén Sebastián Abreu (Minas, 1976. október 17. –) uruguayi válogatott labdarúgó, jelenleg a chilei Audax Italiano csatára.
Pályafutása során harmincegy alkalommal váltott csapatot, és tizenegy különböző országban is játszott.

## Karrierje

### Klub
Karrierjét az uruguayi Defensor Sportingnál kezdte. Ezt követően egy évet a San Lorenzónál töltött, majd a Deportivo La Coruña játékosa volt, egészen 1998-tól 2004-ig. Ezalatt mindössze 15 mérkőzésen kapott játéklehetőséget, gyakorlatilag minden szezonban kölcsönadták, legtöbbször mexikói csapatoknak.
2004-ben rövid időre hazatért, a Nacional Montevideo csapatában játszott ebben az évben. Ezután ismét leginkább mexikói csapatokban szerepelt.
2010-től 2012-ig az egyik legsikeresebb brazil klub, a Botafogo csapatánál játszott. 2018 januárjában a chilei Audax Italiano játékosa lett, majd fél év múlva aláírt a szintén chilei Club Deportivo Magallanes csapatához, amely profi pályafutása 27. klubcsapata lett.

### Válogatott
A nemzeti csapatban 1996. július 17-én mutatkozott be, Kína ellen. Jelenleg a válogatott második legeredményesebb gólszerzője 30 találattal (az első Héctor Scarone már 1932 óta).
Csapatával részt vett két Copa Américán (1997, 2007), utóbbin két gólt szerzett. Ezen kívül tagja volt a legutóbbi két világbajnokságon részt vevő keretnek is, 2002-ben és 2010-ben is.
A 2010-es világbajnokság negyeddöntőjében, a Ghána elleni tizenegyespárbajban ő végezte el az utolsó büntetőt, amit nagyon higgadtan, „Panenka-stílusban” lőtt be.